# Carbine Studios
Carbine Studios foi uma desenvolvedora de videojogos americana e subsidiária da NCSoft, fundada em 2005 por ex-membros da Blizzard Entertainment. Eles foram responsáveis pelo desenvolvimento do videojogo de RPG online WildStar. A empresa foi dissolvida em 2018.

## História
Os fundadores da Carbine Studios foram 17 ex-membros da equipe de desenvolvimento de World of Warcraft da Blizzard Entertainment . Desde então, a compania tem empregado desenvolvedores de jogos como Diablo II, StarCraft, Metroid Prime, Fallout, EverQuest, City of Heroes, Half-Life 2 e outros. A empresa foi adquirida pela NCSoft em 2007.
Em março de 2016, a NCSoft anunciou uma reorganização da empresa, e Polygon alega que mais de 70 funcionários da Carbine foram demitidos; isto era cerca de 40% do estúdio. O estúdio ainda se concentraria no desenvolvimento do Wildstar para seus jogadores, mas o estúdio cancelou o desenvolvimento da versão chinesa do jogo.
Em abril de 2017, ofertas de trabalho para um jogo não anunciado foram postos no site da Carbine Studios. Estes mencionavam o uso da Unreal Engine e pediam candidatos que possuíam experiência com "jogatinas multiplayer cooperativas AAA"  e  "títulos de combate de ação multiplayer".
Em 6 de setembro de 2018, a NCSoft anunciou que o Carbine Studios seria fechado imediatamente e que o WildStar 'iniciaria o processo de desaceleração'. O jogo seria fechado em Novermbro do mesmo ano.

## Jogos
WildStar, um MMORPG de fantasia científica, foi o primeiro e único jogo lançado pela Carbine Studios em Junho de 2014. O jogo, embora tenha alcançado sucesso inicial, perdeu popularidade nos 4 anos seguintes. O modelo de lançamento inicial de acesso ao jogo baseado em assinatura foi abandonado e reestruturado em um modelo Gratuito para Jogar, com introdução de microtransações e outras mecânicas pay-to-win. O Wildstar foi anunciado para ser fechado em 28 de novembro de 2018 através do site próprio e dos fóruns oficiais da Steam.